# Реховот (подокруг)
Реховот (ивр. נפת רחובות‎) — подокруг в Центральном округе Государства Израиль. Столица подокруга — город Реховот, а крупнейший по населению город в нем — Ришон-ле-Цион.
Подокруг Реховот разделен на две части:
- район Реховот
- район Ришон ле-Цион и Нес-Циона

Площадь водосбора составляет 324 квадратных километра. Географически он располагается на прибрежной равнине и в низменностях .

## Статистические данные
По данным Центрального статистического бюро Израиля, по состоянию на 1 января 2023 года население подокруга составляет около 646,3 тысяч человек. Из населения подокруга: 602 900 — евреи и другие, а 1200 — арабы.
| Города                                       | Местные советы                                                 | Региональные советы |
| -------------------------------------------- | -------------------------------------------------------------- | --- |
| - Явне - Нес-Циона - Ришон-ле-Цион - Реховот | - Бней-Аиш - Гедера - Ган-Явне - Мазкерет-Батья - Кирьят-Экрон | - Региональный совет Бренер - Региональный совет Гдерот - Региональный совет Гезер - Региональный совет Ган-Раве - Региональный совет Хевель-Явне - Региональный совет Нахаль-Сорек |